# Liste des épisodes de Chuck
La liste des épisodes de Chuck, série télévisée américaine, est constituée de quatre-vingt-onze épisodes.

## Première saison (2007-2008)
Cette première saison composée de treize épisodes a été diffusée du 24 septembre 2007 au 24 janvier 2008 sur NBC, aux États-Unis.
1. Espion malgré lui ((Pilot) - Chuck Versus the Intersect)
2. Hélico presto (Chuck Versus the Helicopter)
3. Tango, tango (Chuck Versus the Tango)
4. Brillante mission (Chuck Versus the Wookie)
5. Double Vie (Chuck Versus the Sizzling Shrimp)
6. Un ver de trop (Chuck Versus the Sandworm)
7. Retour aux sources (Chuck Versus the Alma Mater)
8. Tout, vous saurez tout (Chuck Versus the Truth)
9. Pris en sandwich (Chuck Versus the Imported Hard Salami)
10. La Bête noire (Chuck Versus the Nemesis)
11. Charité et Faux Billets (Chuck Versus the Crown Vic)
12. Mariage à la russe (Chuck Versus the Undercover Lover)
13. Bijoux de famille (Chuck Versus the Marlin)

Sources des titres originaux
Sources des titres FR

## Deuxième saison (2008-2009)
Le 13 février 2008, la série a été renouvelée pour une deuxième saison de vingt-deux épisodes. Elle a été diffusée du 29 septembre 2008 au 27 avril 2009 sur NBC, aux États-Unis.
1. Espion malgré tout (Chuck Versus the First Date)
2. Opération séduction (Chuck Versus the Seduction)
3. Actes manqués (Chuck Versus the Break-Up)
4. Promo 98 (Chuck Versus the Cougars)
5. Champion du Monde (Chuck Versus Tom Sawyer)
6. Chuck et son ex (Chuck Versus the Ex)
7. La Chasse au trésor (Chuck Versus the Fat Lady)
8. Les Vertiges de l'amour (Chuck Versus the Gravitron)
9. Que la force soit avec toi (Chuck Versus the Sensei)
10. Le Compte Cheik (Chuck Versus the Delorean)
11. InterSecret Story (Chuck Versus Santa Claus)
12. Rock'n'roll attitude (Chuck Versus the Third Dimension)
13. M. et Mme Carmichael (Chuck Versus the Suburbs)
14. Les Ennemis de mon meilleur ami (Chuck Versus the Best Friend)
15. Mr Perfect (Chuck Versus the Beefcake)
16. L'Arme fatale (Chuck Versus the Lethal Weapon)
17. Protocole d'urgence (Chuck Versus the Predator)
18. Le Cœur à l'ouvrage (Chuck Versus the Broken Heart)
19. Le Job de ses rêves (Chuck Versus the Dream Job)
20. Permis de tuer (Chuck Versus the First Kill)
21. Les Uns tout contre les autres (Chuck Versus the Colonel)
22. Le Seigneur des Alliances (Chuck Versus the Ring: Part I)

Sources des titres originaux
Sources des titres FR

## Troisième saison (2010)
Le 17 mai 2009, la série a été renouvelée pour une troisième saison de dix-neuf épisodes. Elle a été diffusée du 10 janvier 2010 au 24 mai 2010 sur NBC, aux États-Unis.
1. Espion envers et contre tout (Chuck Versus the Pink Slip)
2. Version 2.0 (Chuck Versus the Three Words)
3. L'Ange de la mort (Chuck Versus the Angel de la Muerte)
4. Opération Trop Top (Chuck Versus Operation Awesome)
5. Mission solo (Chuck Versus First Class)
6. L'Atout de Chuck (Chuck Versus the Nacho Sampler)
7. Doubles Secrets (Chuck Versus The Mask)
8. Comme un arracheur de dents (Chuck Versus the Fake Name)
9. Chuck est en panne (Chuck Versus the Beard)
10. Même pas peur (Chuck Versus the Tic Tac)
11. L'Examen final (Chuck Versus the Final Exam)
12. Volte-Face (Chuck Versus the American Hero)
13. Chuck contre l'Autre (Chuck Versus the Other Guy)
14. Au train où vont les choses (Chuck Versus the Honeymooners)
15. La Tigresse (Chuck Versus the Role Models)
16. Une histoire de fou (Chuck Versus the Tooth)
17. Annonces classées (Chuck Versus the Living Dead)
18. Un métro de retard (Chuck Versus the Subway)
19. Chuck et les Femmes de sa vie (Chuck Versus the Ring: Part II)

Sources des titres originaux
Sources des titres FR

## Quatrième saison (2010-2011)
Le 14 mai 2010, la série a été renouvelée pour une quatrième saison de treize épisodes. À la suite de ses audiences stables, celle-ci a bénéficié d'une commande de onze épisodes supplémentaires formant ainsi une saison complète de vingt-quatre épisodes. Elle a été diffusée du 20 septembre 2010 au 16 mai 2011 sur NBC, aux États-Unis.
1. Espion de mère en fils (Chuck Versus the Anniversary)
2. La Semaine de la mode (Chuck Versus the Suitcase)
3. Bague à part (Chuck Versus the Cubic Z)
4. Coup d’État (Chuck Versus the Coup D'Etat)
5. Raide dingue (Chuck Versus the Couch Lock)
6. Visions d’horreur (Chuck Versus the Aisle of Terror)
7. Quand il y a doute (Chuck Versus the First Fight)
8. Thérapie de choc ! (Chuck Versus the Fear of Death)
9. La Boxe Thaï (Chuck Versus Phase Three)
10. Les Invités surprise (Chuck Versus the Leftovers)
11. Le Grand Jeu (Chuck Versus the Balcony)
12. Sarah contre Casey (Chuck Versus the Gobbler)
13. Mené en bateau (Chuck Versus the Push Mix)
14. Séduction impossible (Chuck Versus the Seduction Impossible)
15. Si tu vas à Rio (Chuck Versus the Cat Squad)
16. Le Bal masqué (Chuck Versus the Masquerade)
17. Chuck fait sauter la banque (Chuck Versus the First Bank of Evil)
18. Sur la touche (Chuck Versus the A-Team)
19. Les Recrues (Chuck Versus the Muuurder)
20. La Famille Volkoff (Chuck Versus the Family Volkoff)
21. L'Arnaqueuse arnaquée (Chuck Versus the Wedding Planner)
22. L'Agent X (Chuck Versus the Agent X)
23. Répétition générale (Chuck Versus the Last Details)
24. L'Antidote (Chuck Versus the Cliffhanger)

Sources des titres originaux
Sources des titres FR

## Cinquième saison (2011-2012)
Le 13 mai 2011, la série a été renouvelée pour une cinquième et dernière saison de treize épisodes. Elle a été diffusée du 28 octobre 2011 au 27 janvier 2012 sur NBC, aux États-Unis.
1. Ma petite entreprise (Chuck Versus the Zoom)
2. Le Bandit barbu (Chuck Versus the Bearded Bandit)
3. Le Côté obscur de Morgan (Chuck Versus the Frosted Tips)
4. La Vipère (Chuck Versus the Business Trip)
5. Hacker vaillant (Chuck Versus the Hack Off)
6. En cavale (Chuck Versus the Curse)
7. Noël à la C.I.A. (Chuck Versus the Santa Suit)
8. Le Secret de Sarah (Chuck Versus the Baby)
9. Des espions qui ont du cœur (Chuck Versus the Kept Man)
10. Les Flamants roses (Chuck Versus Bo)
11. À fond de train (Chuck Versus the Bullet Train)
12. L'Inter-secrète (Chuck Versus Sarah)
13. Rien qu'un baiser (Chuck Versus the Goodbye)

Sources des titres originaux
Sources des titres FR